# Аміров Фікрет Мешаді Джаміль-огли
Фікрет Мешаді Джаміль-огли Аміров (азерб. Fikrət Məşədi Cəmil oğlu Əmirov; 22 листопада 1922, Гянджа — 20 лютого 1984, Баку) — азербайджанський радянський композитор, музичний педагог. Народний артист СРСР (1965). Герой Соціалістичної Праці (1982). Лауреат Сталінської премії ІІ ступеня (1949) і Державної премії СРСР (1980).

## Біографія
Народився 22 листопада 1922 року в Гянджі, Азербайджанська РСР в сім'ї співака, тариста й композитора Мешеді Джаміля Амірова. Закінчив Кіровабадське музичне училище по класу тара. Навчався в Бакинському музичному училищі по класу композиції. У 1939 році розпочав навчання у Бакинській консерваторії. Вивчав композицію у Б. І. Зейдмана і основи азербайджанської народної музики у У. А.-Г. Гаджибекова.
1941 року пішов на фронт, але був демобілізований після поранення.
Після закінчення консерваторії працював художнім керівником Азербайджанської філармонії, директором Азербайджанського театру опери і балету.
Фікрет Аміров помер 20 лютого 1984 року в Баку. Похований на Алеї почесного поховання.

## Трудова діяльність
- 1942-1945 рр.- директор і художній керівник філармонії, а також директор музичного училища в місті Кіровобад. Професор.
- 1945 р. — закінчив консерваторію, представивши дипломну роботи — оперу «Улдуз».
- 1946-1947 рр. — художній керівник Азербайджанської філармонії ім. А. М. Магомаєва.
- 1956-1959 рр. — директор Азербайджанського театру опери і балету імені М. Ф. Ахундова.

## Досягнення
У творчості композитор використовує азербайджанські народні мелодії і ритми, імпровізацію
- Автор книги «В світі музики» (1983).
- З 1956 року був секретарем правління Спілки композиторів Азербайджану
- З 1975 року секретар правління Спілки композиторів СРСР
- 1980 рік — Член-кореспондент АН Азербайджанської СРСР.
- Депутат Верховної Ради Азербайджанської РСР 4-9-го скликань

## Твори

### Опери
- «Улдуз» (1948)
- «Севіль» (1953)

### Балети
- «Шур» (хореографічна новела) (1968)
- «Легенда про Насімі» (1973)
- «Підкорювачі Каспію» (вокально-хореографічна поема) (1975)
- «Тисяча і одна ніч» (1979)
- «Нізамі» (1984).

### Музичні комедії (оперети)
- «Крадії сердець» (1943)
- «Радісна звістка» (1945)
- «Гезюн айдин» (1946).

### Оркестрові твори
- Поеми «Пам'яті Нізамі» (1941), «Пам'яті героїв Великої Вітчизняної війни» (1943)
- Увертюра «Джанги» (1945)
- Симфонія «Нізамі» (1947)
- Концерт для фортепіано з оркестром народних інструментів (1947)
- Два симфонічні мугами: «Шур», «Кюрд-овшари» (1948)
- Поема «Зимня дорога» для тенора і баритона з оркестром (1949)
- Сюїта «Азербайджан» (1950)
- «Карабах — перлина Азербайджану» (1954)
- Концерт для фортепіано з оркестром на арабські теми (1957)
- «Азербайджанське каприччіо» (1961)
- «Симфонічні танці» (1963)
- Симфонічний мугам для меццо-сопрано, камерного оркестру і литавр «Гюлістан Баяти-шираз» (1968)
- «Симфонічні портрети» для 4 солістов, декламатора і оркестру (1970)
- Вокально-хореографічна поема «Легенда про Насімі» (1977)
- «Азербайджанські гравюри» для симфонічного оркестру.

### Камерні твори
- Варіації для фортепіано (1941)
- «Романтична соната» для фортепіано (1947)
- 2 прелюдії для фортепіано (1948)
- «Елегія» пам'яті Асафа Зейналли для віолончелі або альту з фортепіано (1948)
- Поема «Посвята Узеіру Гаджибекову» для унісону скрипки та віолончелі з фортепіано (1949)
- 5 п'єс для віолончелі та альта з фортепіано (1953)
- Дванадцять мініатюр для фортепіано (1955)
- Сюїта на албанські теми для двох фортепіано (1955)
- Дитячий альбом для фортепіано (1956)

## Нагороди
- Герой Соціалістичної Праці  (1982)
- Народний артист Азербайджанської РСР (1958)
- Народний артист СРСР (1965)
- Сталінська премія]] другого ступеню (1949)
- Державна премія СРСР (1980) — за музику до балету «Тисяча і одна ніч»
- Державна премія Азербайджанської РСР]
- Премія Ленинського комсомолу Азербайджанської РСР (1967)
- Два ордена Леніна (1959, 1982)
- Два ордена Трудового Червоного Прапора (1967, 1971)
- Медалі

## Фільмографія
- 1960 — «Ранок»
- 1962 — «Велика опора»
- 1965 — «Аршин мал алан»
- 1966 — «Життя чудова штука, брат!»
- 1968 — «Красунею я не була»
- 1970 — «Севіль»
- 1972 — «Гюлістан Баяти-шираз»
- 1973 — «Шкатулка»
- 1974 — «Урок співів»
- 1974 — «Сторінки життя» (кіноальманах)
- 1975 — «Легенди світу»
- 1975 — «Фірангіз»
- 1977 — «Шляхом Жовтня»
- 1985 — «Фікрет Аміров»

## Пам'ять
- Іменем композитора названі Гянджинська філармонія, Державний ансамбль пісні і танцю. В Баку, Гянджі, Сумгаїті музичні школи носять його ім'я.
- 22 листопада 2006 року в Баку на будинку, де жив композитор, відкрита меморіальна дошка.